# ジャック＝ローラン・アガセ
ジャック＝ローラン・アガセ（Jacques-Laurent Agasse、1767年4月24日 - 1849年12月27日）は、スイス生まれで、イギリスで活躍した画家である。動物画を得意とした。

## 略歴
ジュネーヴに、ユグノーを先祖とする商人の家に生まれた。ジュネーヴの絵画学校（École de dessin d'après nature）で教育を受けた後、1786年にパリに出て、ジャック＝ルイ・ダヴィッドの工房で学んだが、ほどなくフランス革命が起こり、ジュネーヴに戻った。
イギリスの貴族、ジョージ・ピット（1803年に第2代リリヴァーズ男爵を継承する）と知り合い、イギリスに招かれ、イギリスの画家たちと働いた。1800年からロンドンで暮らし、動物画家として、馬や犬などを描く動物画家として働いた。ロンドンの動物園の珍しい動物たちも描いた。ロンドンで没した

## 作品

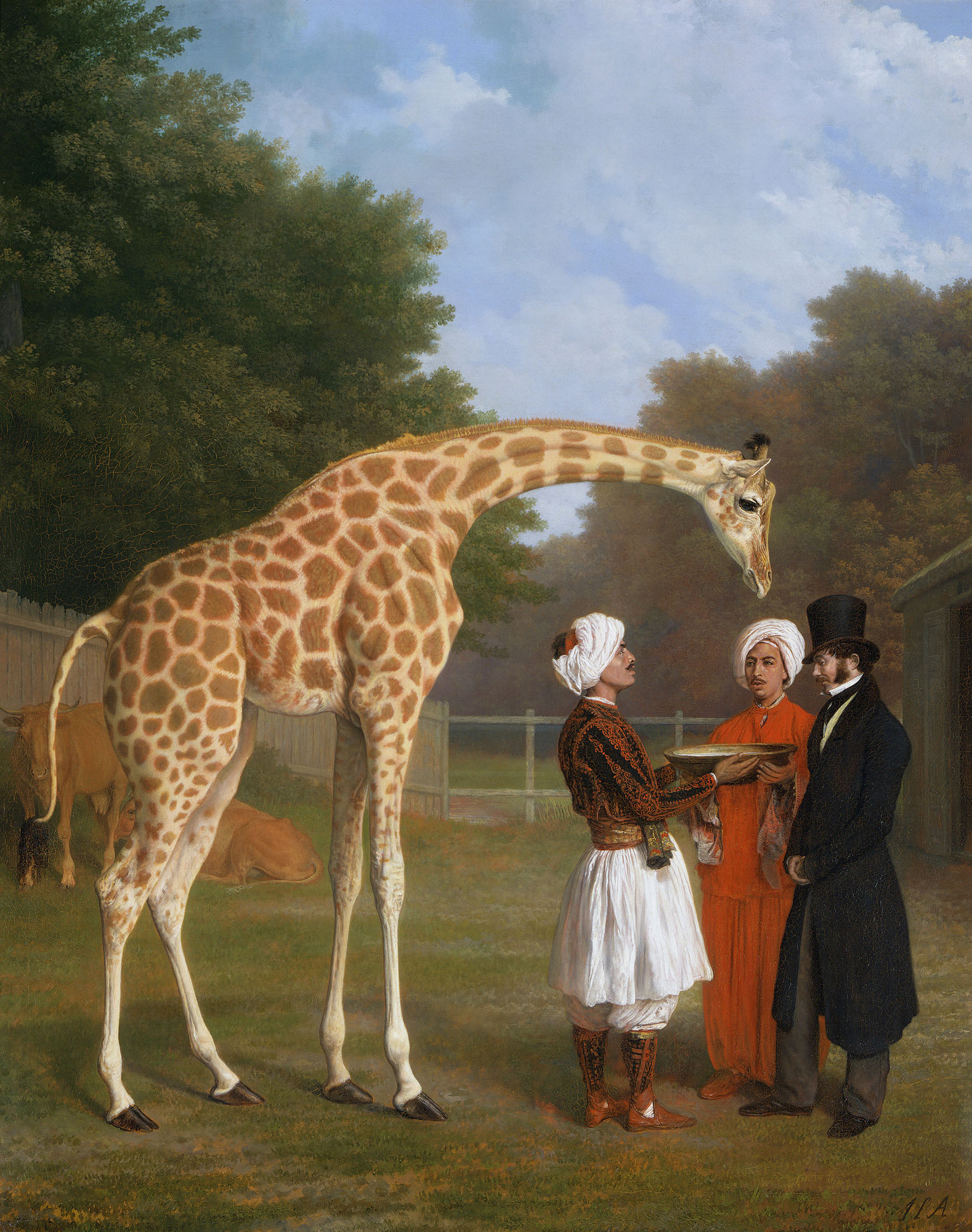
キリン
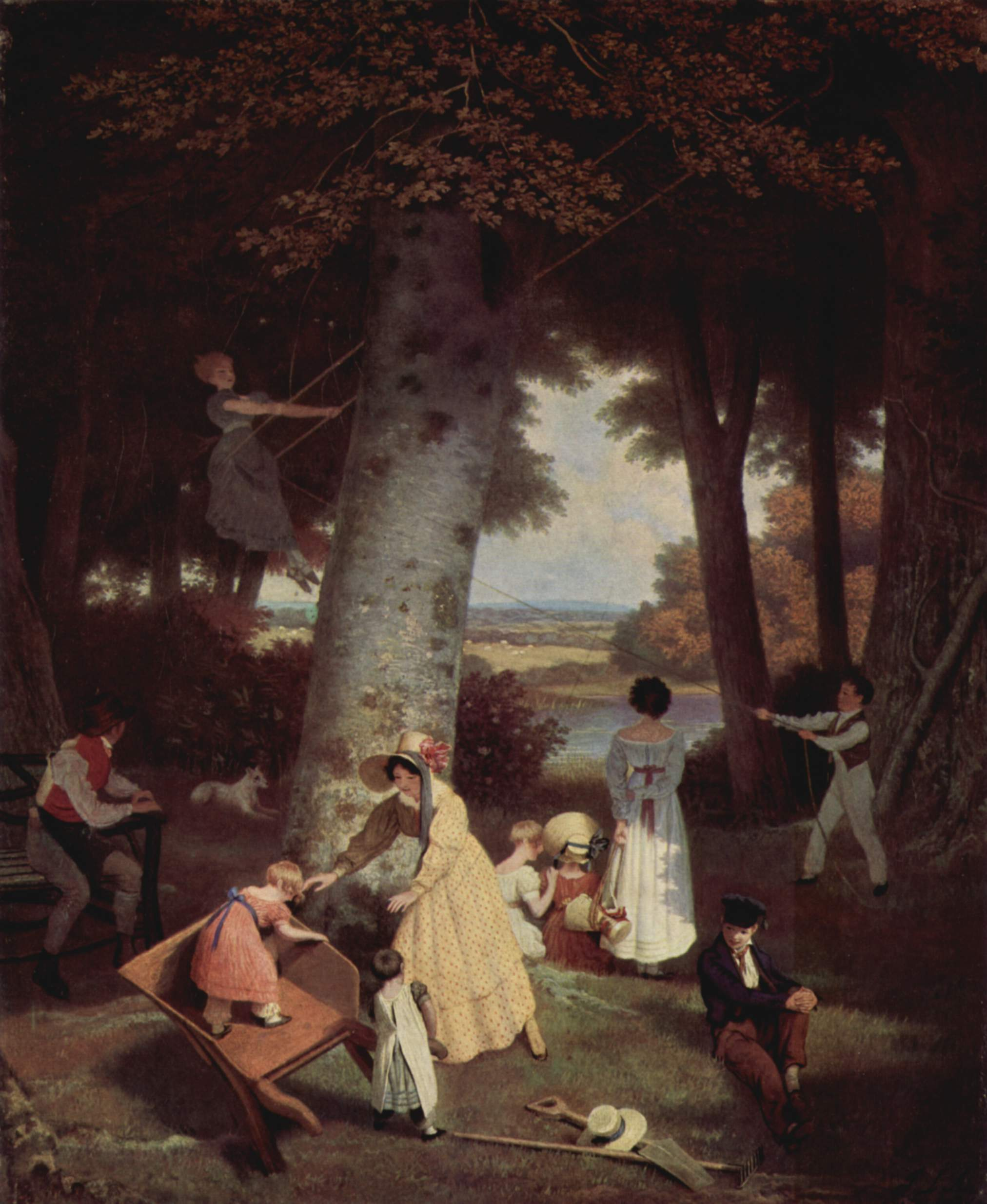
遊び場
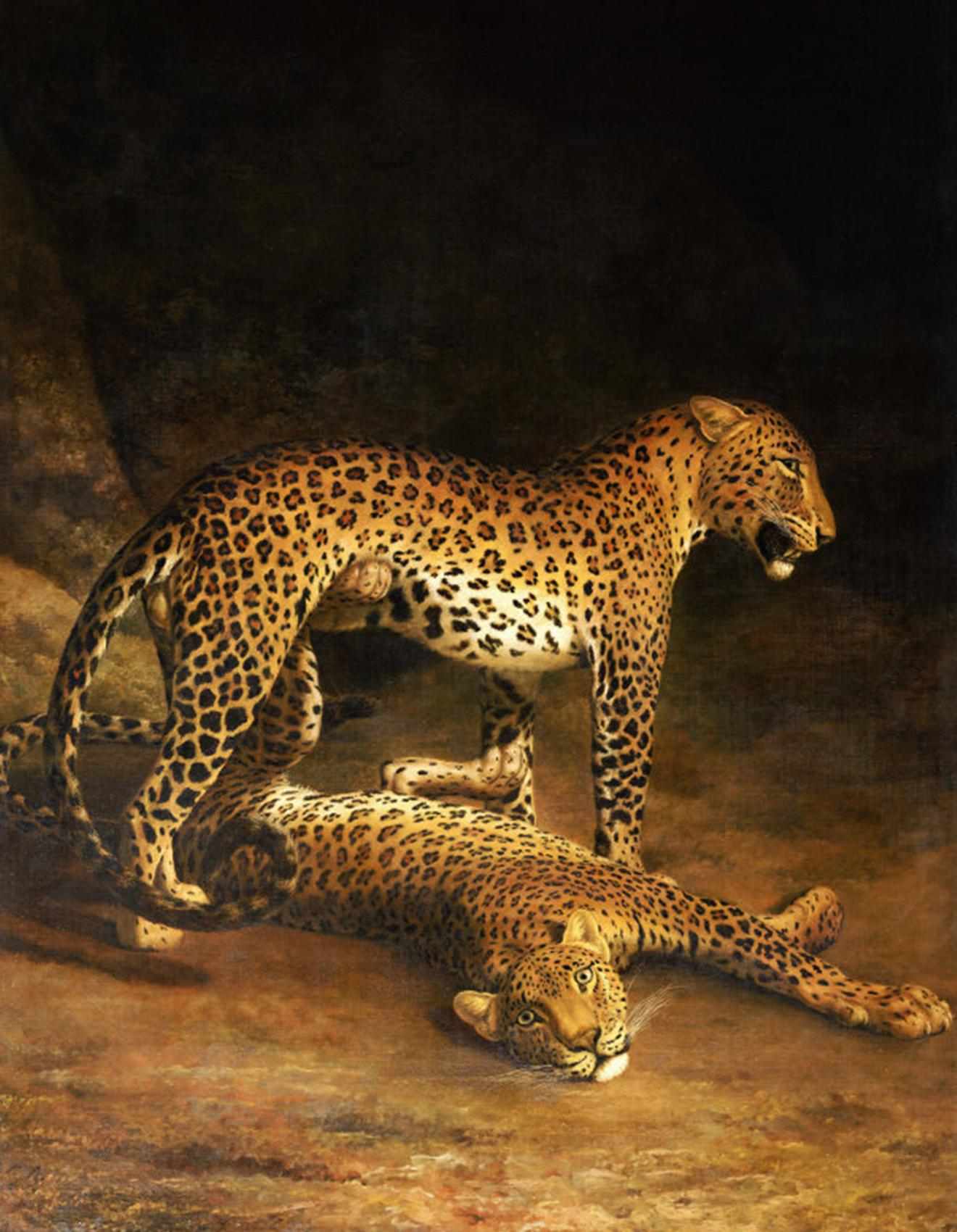
Exeter Exchangeの動物園の豹
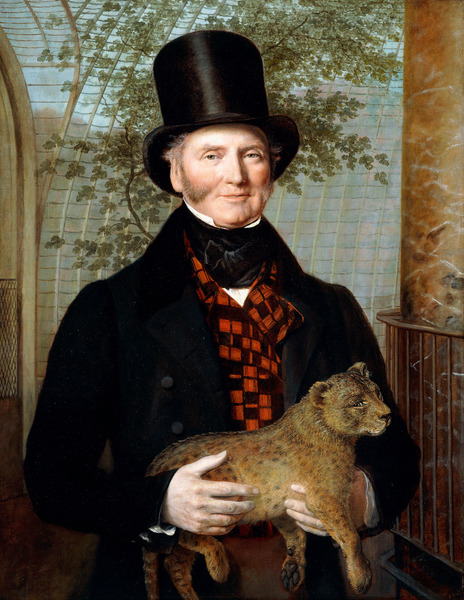
エドワード・クロス（動物園主）

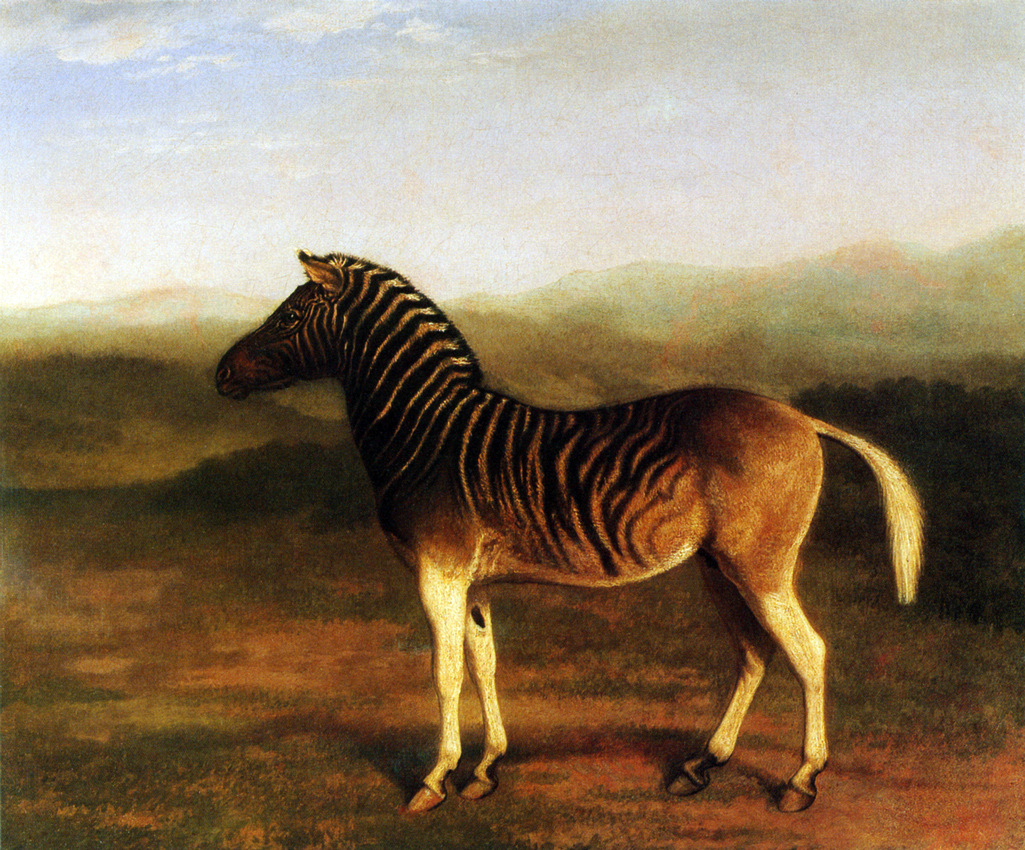
クアッガ（絶滅したサバンナシマウマの亜種）
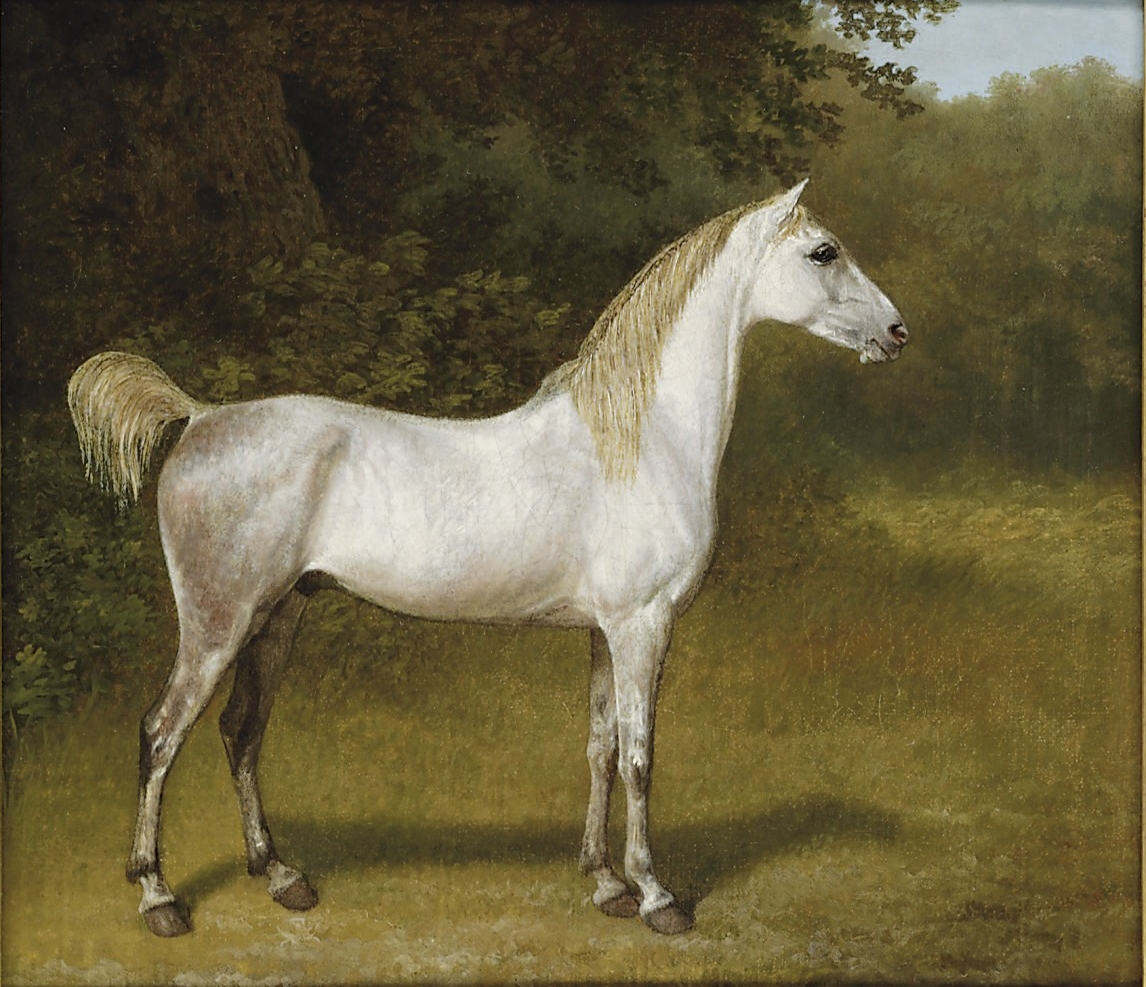
アラブ種の種馬
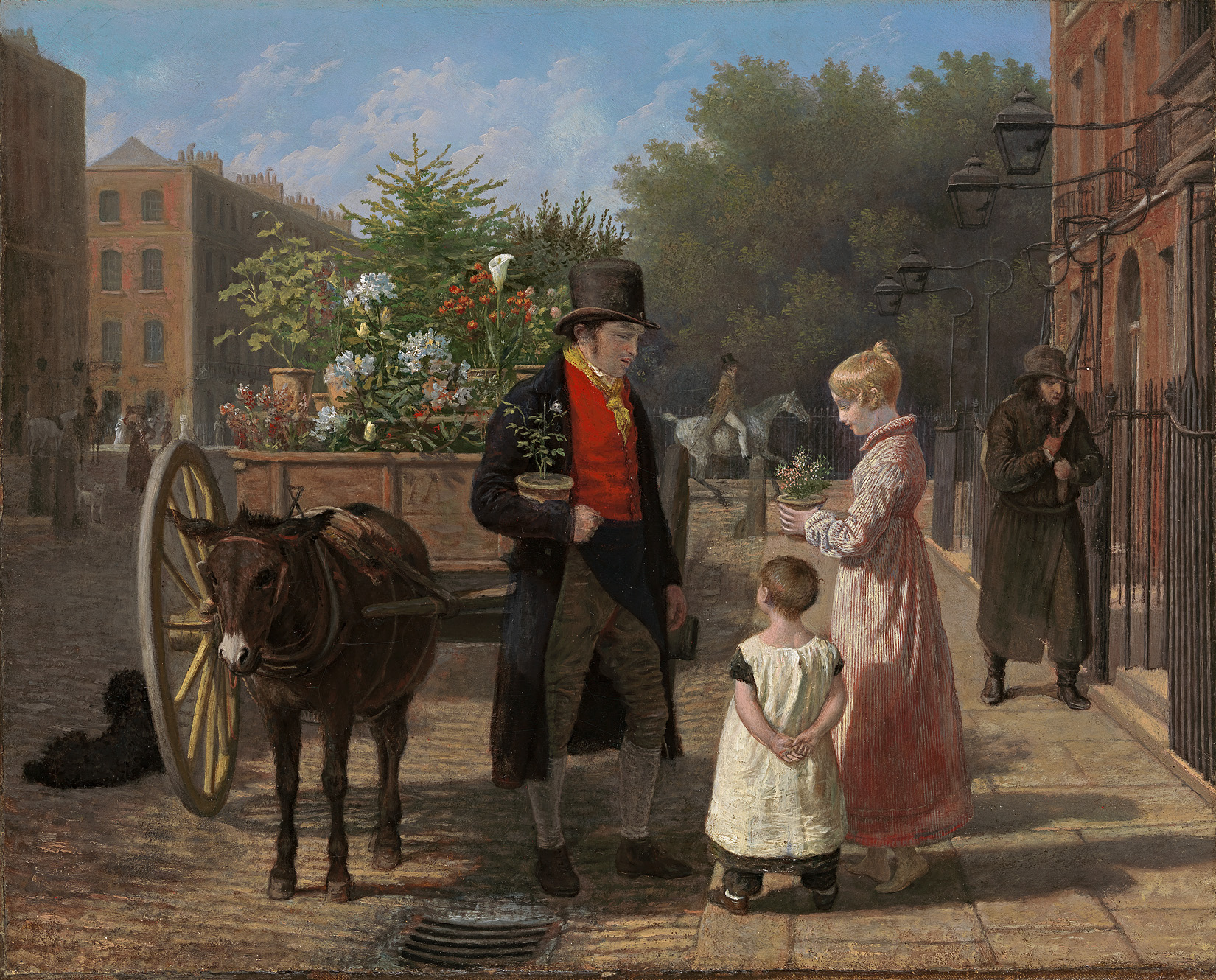
花売り